# Fédération internationale de motocyclisme
Pour les articles homonymes, voir FIM.
La Fédération internationale de motocyclisme (FIM), anciennement Fédération Internationale des Clubs Motocyclistes, est l'instance mondiale régissant le sport motocycliste. C'est une association indépendante rassemblant 118 fédérations nationales dans le monde entier.
La FIM est reconnue comme la seule autorité compétente en sport motocycliste par le Comité international olympique (CIO). Parmi les 49 Championnats du Monde FIM, les principales manifestations sont le MotoGP, le Superbike, l’Endurance, le Motocross, le Supercross, le Trial, l’Enduro, le Rallye tout-terrain et le Speedway. La FIM gère aussi des disciplines non-sportives comme le motocyclisme de loisirs, la mobilité, le transport, la sécurité routière et les affaires publiques ainsi que l’environnement.

## Histoire
La fédération fut créée le 21 décembre 1904 à Paris au restaurant Ledoyen sous le nom de « Fédération internationale des clubs motocyclistes », mais ses premières années sont confuses et les fédérations affiliées en désaccord. En juillet 1906, les six pays membres fondateurs que sont l'Allemagne, l'Autriche, le Danemark, la France, la Belgique et le Royaume-Uni décident de dissoudre la fédération.
Il faut attendre une nouvelle réunion entre fédérations nationales, le 28 novembre 1912, pour sceller un nouvel accord avec dix membres fondateurs : France, Grande-Bretagne, États-Unis, Italie, Belgique, Danemark, Pays-Bas, Allemagne, Autriche et Suisse. Vingt-cinq ans plus tard, on compte une trentaine d'affiliations.
En 1949, elle change de nom pour « Fédération Internationale Motocycliste ». Ses bureaux sont transférés en Suisse en 1959. Elle prendra son nom actuel en 1998.
La FIM fut la première fédération sportive internationale à imposer un code environnemental en 1994.[réf. souhaitée]
En 2007, la FIM a créé une commission Femmes et motocyclisme, visant à promouvoir l'usage de la moto et le sport moto auprès des femmes.
En 2023, la FIM lance la Coupe du monde de course sur sable. Cette compétition comporte trois épreuves : l'Enduropale du Touquet-Paris-Plage, début février en France, l'Enduro del Verano, fin février en Argentine, et la Monte Gordo Beach Algarve au Portugal, dans la ville de Monte Gordo (pt), en décembre au Portugal.

## Sport

### Événements
| Championnat                           | Nom original                       | Sigle       |
| ------------------------------------- | ---------------------------------- | ----------- |
| Championnats du monde de vitesse moto | MotoGP World Championship          | MotoGP      |
| Championnat du monde de Superbike     | Superbike World Championship       | WSBK        |
| Championnat du monde de Supersport    | Supersport World Championship      | WSSP        |
| Championnat du monde d'endurance moto | Endurance FIM World Championship   | EWC         |
| Championnats du monde de motocross    | MXGP World Championship            | MXGP        |
| Championnats du monde de SuperEnduro  | FIM SuperEnduro World Championship | SuperEnduro |
| Championnat d'Europe de trial         | FIM Trial European Championship    | TEC         |
| Championnats du monde de trial        | FIM Trial World Championship       | TWC         |
| Championnats du monde de x-trial      |                                    |             |
| Speedway Grand Prix                   | FIM Speedway World Championship    | SWC         |

## Présidents de la FIM
|    | Période d'activité   | Portrait       | Nom                            | Nationalité |
| -- | -------------------- | -------------- | ------------------------------ | ----------- |
| 1  | 1904 - 1905 (1 an)   |                | A. de Lahausse                 | France      |
| 2  | 1905 - 1906 (1 an)   |                | Marquis de Mouzilly Saint-Mars | France      |
| 3  | 1912 - 1924 (12 ans) |                | Arthur Stanley                 | Royaume-Uni |
| 4  | 1924 - 1946 (22 ans) |                | Alberto Bonacossa              | Italie      |
| 5  | 1946 - 1947 (1 an)   |                | Augustin Pérouse               | France      |
| 6  | 1947 - 1951 (4 ans   |                | Marcel Haecker                 | Suisse      |
| 7  | 1951 - 1959 (8 ans)  |                | Augustin Pérouse               | France      |
| 8  | 1959 - 1965 (6 ans)  |                | Pieter Nortier                 | Pays-Bas    |
| 9  | 1959 - 1983 (24 ans) |                | Nicolas Rodil del Valle        | Espagne     |
| 10 | 1983 - 1989 (6 ans)  | Nicolas Schmit | Nicolas Schmit                 | Luxembourg  |
| 11 | 1989 - 1995 (6 ans)  |                | Jos Vaessen                    | Pays-Bas    |
| 12 | 1995 - 2006 (11 ans) |                | Francesco Zerbi                | Italie      |
| 13 | 2006 - 2019 (13 ans) |                | Vito Ippolito                  | Venezuela   |
| 14 | 2019 - (6 ans)       |                | Jorge Viegas                   | Portugal    |

## Cérémonie et récompenses
En fin de saison sont organisés les FIM Awards au cours desquels les champions du monde représentant les six disciplines (courses sur circuit, speedway, motocross, enduro, rallyes cross-country et trial) reçoivent leur médaille d'or.
Les éditions 2017 et 2018 se déroulent à Andorre, elles sont présentées par Gavin Emmett qui est rejoint par Sandy Heribert en 2018. Ces éditions sont écrites et mises en scène par Rodolph Nasillski,.

## Identité visuelle

Logos de la Fédération internationale de motocyclisme
Ancien logo
Logo jusqu'à 2024
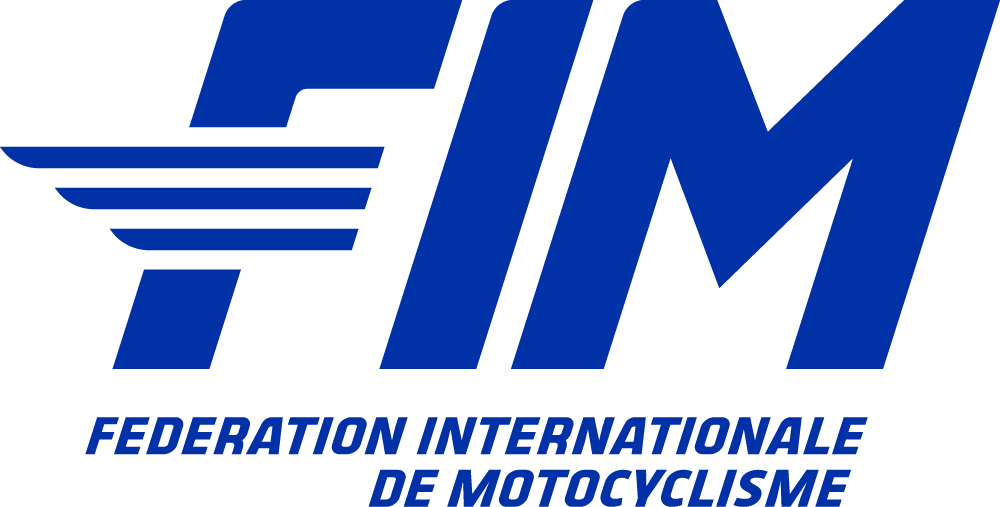
Logo 2024